# Huminer
Huminer eller huminsyror, är mörkbruna, amorfa föreningar bildade ur multnande växtdelar i övre marklagren. De är nedbrytningsprodukter av lignin och utgörs av polymerer med rikligt inslag av aromatiska kolväterester och polära grupper som karboxyl- och hydroxylgrupper som ger dem sura egenskaper.